# Pfarrhaus Lindach (Hohenwart)
Das Pfarrhaus in Lindach, einem Gemeindeteil von Hohenwart im oberbayerischen Landkreis Pfaffenhofen an der Ilm, wurde um 1705 errichtet. Das ehemalige Pfarrhaus mit der Adresse Lindach 14, nahe der katholischen Pfarrkirche St. Ulrich, gehört zu den geschützten Baudenkmälern in Bayern.
Der zweigeschossige, traufständige Steilsatteldachbau mit profiliertem Traufgesims besitzt vier zu drei Fensterachsen. An der Traufseite ist ein hölzerner Vorbau mit Laubwerkschnitzerei angebracht.